# گلوبال بلو
گلوبال بلو (انگلیسی: Global Blue) شرکت خدمات مالی سوئیسی است، که در سال ۱۹۸۰ تأسیس شد.